# 김강산 (무용가)
김강산(1985년 9월 20일 ~)은 대한민국의 댄스스포츠선수다.

## 방송
- 댄싱 위드 더 스타 1 (2011) - 준우승
- 강심장 (2011)
- 댄싱 위드 더 스타 2 (2012) - 6위